# Michelia
Genre
Michelia est un genre de plantes à fleurs de la famille des Magnoliaceae. Il est très proche du genre Magnolia dans lequel ses espèces vivantes ont été incorporées,, seules subsistent ses espèces éteintes.

## Liste des espèces
Selon Paleobiology Database (1er janvier 2014) :
- Michelia compacta
- Michelia cylindrica
- Michelia darwini
- Michelia persimilis
- Michelia planogyrata
- Michelia tenera
- Michelia tenue
- Michelia whiteavesi